# 오재현
오재현(吳在賢, 1999년 11월 30일 ~ )은 대한민국의 농구 선수이자, 서울 SK 나이츠 소속의 농구 선수이다.

## 선수경력

### 서울 SK 나이츠시절
2020-2021 시즌 신인드래프트에서 2라운드 1순위로 서울 SK 나이츠에 지명되었다. 

## 출신학교
- 경복고등학교
- 한양대학교 스포츠산업학과

## 플레이 스타일
- 한양대학교 7년 선배이자 같은 서울 SK 나이츠 선수인 최원혁의 뒤를 잇는 수비 스페셜리스트이다.
- 힘이 좋아 몸을 이용해서 상대를 압박하는 수비에 능란하다. 스피드가 빠르고 키에 비해 윙스팬(198cm)이 상당히 길며, 운동능력도 괜찮은 편이다. 공격에서 약점이 두드러지는데, 3점슛 능력은 개선이 필요한 시점이다.